# Isopterygium undulatum
Isopterygium undulatum är en bladmossart som beskrevs av Hugh Neville Dixon och Potier de la Varde 1928. Isopterygium undulatum ingår i släktet Isopterygium och familjen Hypnaceae. Inga underarter finns listade i Catalogue of Life.